# 第85回都市対抗野球大会予選
第85回都市対抗野球大会予選は、第85回都市対抗野球大会に出場するチームを決定する全527試合の結果を記録したものである。

なお、本大会への出場を決める代表決定戦以外におけるコールド、延長のイニングは記載しない。

## 北海道地区

### 1次予選
- 1回戦

小樽野球協会　8－1　ブレーブくしろ
札幌ホーネッツ　9－2　札幌倶楽部
WEEDしらおい　7－0　帯広倶楽部
航空自衛隊千歳　8－1　函館太洋倶楽部
- 2回戦

オール苫小牧　7－4　小樽野球協会
札幌ホーネッツ　4－3　伊達聖ヶ丘病院
WEEDしらおい　3－0　札幌ブルーインズ
航空自衛隊千歳　9－1　旭川グレートベアーズ
- 3回戦

JR北海道　10－1　オール苫小牧
トランシス　6－4　札幌ホーネッツ
室蘭シャークス　7－5　WEEDしらおい
航空自衛隊千歳　11－4　ウイン北広島
- 代表決定戦

JR北海道　8－1　トランシス
航空自衛隊千歳　1－0　室蘭シャークス
- 敗者復活1回戦

札幌ホーネッツ　4－1　オール苫小牧
WEEDしらおい　1－0　ウイン北広島
- 敗者復活2回戦

WEEDしらおい　13－4　札幌ホーネッツ
- 第3代表決定戦

室蘭シャークス　6－1　トランシス
- 第4代表決定戦

WEEDしらおい　2－1　トランシス
JR北海道、航空自衛隊千歳、室蘭シャークス、WEEDしらおいが2次予選に進出

### 2次予選
- 1回戦

JR北海道　7－3　室蘭シャークス
航空自衛隊千歳　10－2　WEEDしらおい
- 敗者復活1回戦

室蘭シャークス　2－1　WEEDしらおい
- 2回戦

JR北海道　7－0　航空自衛隊千歳
- 敗者復活2回戦

室蘭シャークス　5－0　航空自衛隊千歳
- 代表決定戦

室蘭シャークス　3－2　JR北海道
室蘭シャークスが本戦出場

## 東北地区

### 青森県1次予選
- 1回戦

弘前アレッズ　4－0　キングブリザード
全弘前倶楽部　8－7　オール青森クラブ
- 2回戦

三菱製紙八戸クラブ　5－1　弘前アレッズ
自衛隊青森　5－0　全弘前倶楽部
- 代表決定戦

自衛隊青森　2－1　三菱製紙八戸クラブ
自衛隊青森が東北2次予選に進出

### 岩手県1次予選
- 1回戦

遠野クラブ　4－3　盛友クラブ
赤崎野球クラブ　11－5　一関ベースボールクラブ
盛岡球友倶楽部　9－2　福高クラブ
宮古倶楽部　14－7　九戸クラブ
オール江刺　17－1　北上REDS
- 2回戦

トヨタ自動車東日本　15－0　遠野クラブ
赤崎野球クラブ　12－1　釜石野球団
盛岡倶楽部　16－6　オール不来方
フェズント岩手　8－1　盛岡球友倶楽部
JR盛岡　6－0　宮古倶楽部
高田クラブ　11－7　花巻硬友倶楽部
一戸桜陵クラブ　4－3　矢巾硬式クラブ
水沢駒形野球倶楽部　6－2　オール江刺
- 準々決勝

トヨタ自動車東日本　16－0　赤崎野球クラブ
フェズント岩手　20－0　盛岡倶楽部
JR盛岡　15－1　高田クラブ
水沢駒形野球倶楽部　6－0　一戸桜陵クラブ
- 準決勝（代表決定戦）

トヨタ自動車東日本　6－1　フェズント岩手
JR盛岡　7－6　水沢駒形野球倶楽部
- 第3代表決定戦

水沢駒形野球倶楽部　6－2　フェズント岩手
- 決勝

トヨタ自動車東日本　9－1　JR盛岡
トヨタ自動車東日本、JR盛岡、水沢駒形野球倶楽部が東北2次予選に進出

### 秋田県1次予選
- 1回戦

秋田王冠クラブ　8－4　能代松陵クラブ
大曲ベースボールクラブ　9－6　JR秋田
- 2回戦

TDK　18－7　秋田王冠クラブ
由利本荘ベースボールクラブ　14－7　ノースアジア大校友クラブ
互大設備ダイヤモンドクラブ　7－6　秋田ベースボールクラブ
ゴールデンリバース　8－4　大曲ベースボールクラブ
- 準決勝（代表決定戦）

TDK　19－0　由利本荘ベースボールクラブ
ゴールデンリバース　6－3　互大設備ダイヤモンドクラブ
- 決勝

TDK　7－0　ゴールデンリバース
TDK、ゴールデンリバースが東北2次予選に進出

### 宮城県1次予選
- リーグ戦Aグループ

第1戦　一迫ベースボールクラブ　7－6　白山クラブ
第2戦　TFUクラブ　27－4　白山クラブ
第3戦　一迫ベースボールクラブ　7－3　TFUクラブ
（1位：一迫ベースボールクラブ（2勝）、2位：TFUクラブ（1勝1敗）、3位：白山クラブ（2敗）＝1・2位がトーナメント戦に進出）
- リーグ戦Bグループ

第1戦　青葉クラブ　7－0　石巻日和倶楽部
第2戦　HOKUTOベースボールクラブ　10－0　石巻日和倶楽部
第3戦　HOKUTOベースボールクラブ　9－7　青葉クラブ
（1位：HOKUTOベースボールクラブ（2勝）、2位：青葉クラブ（1勝1敗）、3位：石巻日和倶楽部（2敗）＝1・2位がトーナメント戦に進出）
- 1回戦

JR東日本東北　9－0　HOKUTOベースボールクラブ
七十七銀行　9－2　一迫ベースボールクラブ
東北マークス　10－8　TFUクラブ
日本製紙石巻　16－0　青葉クラブ
- 2回戦（代表決定戦）

JR東日本東北　8－2　七十七銀行
日本製紙石巻　11－0　東北マークス
- 第3代表決定戦

七十七銀行　7－5　東北マークス
- 決勝

日本製紙石巻　2－1　JR東日本東北
日本製紙石巻、JR東日本東北、七十七銀行が東北2次予選に進出

### 山形県1次予選
- 1回戦

新庄球友クラブ　7－0　天童エンジェルス
きらやか銀行　10－0　鶴岡野球クラブ
- 代表決定戦

きらやか銀行　27－0　新庄球友クラブ
きらやか銀行が東北2次予選に進出

### 福島県1次予選
- 1回戦

オールいわきクラブ　13－1　北斗野球クラブ
富士通アイソテックベースボールクラブ　14－0　オール喜多方クラブ
自衛隊福島　（不戦勝）　飯野クラブ
ALL北嶺　5－1　福島維新男塾
福島硬友クラブ　3－1　郡山ベースボールクラブ
- 2回戦

郡山イーストジャパンクラブ　8－5　オールいわきクラブ
オール双葉野球クラブ　14－13　富士通アイソテックベースボールクラブ
須賀川クラブ　8－7　保原クラブ
自衛隊福島　8－6　会津ベースボールクラブ
小峰クラブ　4－3　ALL北嶺
福島クラブ　（不戦勝）　あぶくまベースボールクラブ
いわき菊田クラブ　11－0　川俣クラブ
福島硬友クラブ　8－2　全白河野球クラブ
- 準々決勝

郡山イーストジャパンクラブ　11－7　オール双葉野球クラブ
自衛隊福島　11－6　須賀川クラブ
福島クラブ　15－11　小峰クラブ
福島硬友クラブ　14－7　いわき菊田クラブ
- 準決勝（代表決定戦）

郡山イーストジャパンクラブ　8－0　自衛隊福島
福島クラブ　9－5　福島硬友クラブ
- 決勝

郡山イーストジャパンクラブ　9－4　福島クラブ
郡山イーストジャパンクラブ、福島クラブが東北2次予選に進出

### 東北2次予選
- 1回戦

七十七銀行　17－1　ゴールデンリバース
JR東日本東北　22－0　自衛隊青森
きらやか銀行　7－1　水沢駒形野球倶楽部
JR盛岡　14－2　福島クラブ
- 2回戦

トヨタ自動車東日本　6－5　七十七銀行
JR東日本東北　17－0　郡山イーストジャパンクラブ
TDK　5－2　きらやか銀行
日本製紙石巻　15－1　JR盛岡
- 敗者復活1回戦

きらやか銀行　10－0　ゴールデンリバース
JR盛岡　8－1　自衛隊青森
七十七銀行　7－3　水沢駒形野球倶楽部
郡山イーストジャパンクラブ　12－9　福島クラブ
- 敗者復活2回戦

きらやか銀行　5－1　JR盛岡
七十七銀行　18－0　郡山イーストジャパンクラブ
- 準決勝

JR東日本東北　11－4　トヨタ自動車東日本
TDK　7－0　日本製紙石巻
- 敗者復活3回戦

きらやか銀行　3－1　トヨタ自動車東日本
七十七銀行　6－2　日本製紙石巻
- 敗者復活4回戦

七十七銀行　6－0　きらやか銀行
- 第1代表決定戦

JR東日本東北　6－0　TDK
- 第2代表決定戦

七十七銀行　9－6　TDK
JR東日本東北、七十七銀行が本戦出場

## 北信越地区

### 新潟県1次予選
- 1回戦

JR新潟　13－6　オール飯豊
新潟コンマーシャル倶楽部　3－2　新潟クラブ野球団
ファイティングスピリット　6－5　野田サンダーズ
オール長岡野球倶楽部　12－11　新津クラブ
五泉クラブ　8－6　佐渡軍団
- 代表決定戦

JR新潟　3－1　新潟コンマーシャル倶楽部
ファイティングスピリット　7－2　オール長岡野球倶楽部
バイタルネット　7－1　五泉クラブ
- 代表順位決定リーグ戦

第1戦　ファイティングスピリット　7－0　JR新潟
第2戦　バイタルネット　10－0　JR新潟
第3戦　バイタルネット　5－1　ファイティングスピリット
（1位：バイタルネット（2勝）、2位：ファイティングスピリット（1勝1敗）、3位：JR新潟（2敗））
バイタルネット、ファイティングスピリット、JR新潟が北信越2次予選に進出

### 長野県1次予選
- 1次リーグ

第1戦　佐久コスモスターズ硬式野球倶楽部　4－3　千曲川硬式野球倶楽部
第2戦　佐久コスモスターズ硬式野球倶楽部　14－4　長野好球倶楽部
第3戦　千曲川硬式野球倶楽部　10－0　長野好球倶楽部
（1位：佐久コスモスターズ硬式野球倶楽部（2勝）、2位：千曲川硬式野球倶楽部（1勝1敗）、3位：長野好球倶楽部（2敗））
- 代表決定リーグ

第1戦　フェデックス　5－4　佐久コスモスターズ硬式野球倶楽部
第2戦　信越硬式野球クラブ　9－3　フェデックス
第3戦　信越硬式野球クラブ　5－1　佐久コスモスターズ硬式野球倶楽部
（1位：信越硬式野球クラブ（2勝）、2位：フェデックス（1勝1敗）、3位：佐久コスモスターズ硬式野球倶楽部（2敗））
信越硬式野球クラブ、フェデックスが北信越2次予選に進出

### 富山県・石川県・福井県1次予選
- 1回戦

伏木海陸運送　7－2　Hard Ball Club金沢
- 2回戦（代表決定戦）

伏木海陸運送　6－0　ロキテクノベースボールクラブ
富山ベースボールクラブ　1－0　福井ミリオンドリームズ
- 敗者復活1回戦

福井ミリオンドリームズ　7－6　Hard Ball Club金沢
- 第3代表決定戦

福井ミリオンドリームズ　15－2　ロキテクノベースボールクラブ
- 決勝

富山ベースボールクラブ　2－0　伏木海陸運送
富山ベースボールクラブ、伏木海陸運送、福井ミリオンドリームズが北信越2次予選に進出

### 北信越2次予選
- 1回戦

信越硬式野球クラブ　6－2　伏木海陸運送
富山ベースボールクラブ　3－0　JR新潟
フェデックス　3－2　福井ミリオンドリームズ
バイタルネット　4－0　ファイティングスピリット
- 2回戦

富山ベースボールクラブ　1－0　信越硬式野球クラブ
バイタルネット　6－0　フェデックス
- 敗者復活1回戦

信越硬式野球クラブ　11－0　フェデックス
- 3回戦

バイタルネット　4－0　富山ベースボールクラブ
- 敗者復活2回戦

信越硬式野球クラブ　6－4　富山ベースボールクラブ
- 代表決定戦

バイタルネット　5－4　信越硬式野球クラブ
バイタルネットが本戦出場

## 北関東地区

### 茨城県1次予選
- 1回戦

鹿島レインボーズ　11－4　全水戸野球クラブ
全東海野球団　（不戦勝）　ALL FIFTY小川
TSUKUBA CLUB　11－3　オール日立ドリームズ
大宮クラブ　6－5　全神栖硬式野球クラブ
- 2回戦

鹿島レインボーズ　3－2　日本ウェルネススポーツ大学
全鹿嶋野球倶楽部　14－4　全東海野球団
TSUKUBA CLUB　4－3　茨城ゴールデンゴールズ
JR水戸　12－8　大宮クラブ
- 準決勝

全鹿嶋野球倶楽部　6－5　鹿島レインボーズ
TSUKUBA CLUB　4－3　JR水戸
- 代表決定戦

全鹿嶋野球倶楽部　8－7　TSUKUBA CLUB
- 対抗戦

日立製作所　4－1　新日鐵住金鹿島
日立製作所、新日鐵住金鹿島、全鹿嶋野球倶楽部が北関東2次予選に進出

### 栃木県1次予選
- 1回戦

TSK栃木　7－5　コットンウェイ硬式野球倶楽部
- 2回戦

全足利クラブ　14－3　全栃木野球クラブ
スリーナインクラブ　10－5　宇工OBクラブ
TSK栃木　14－1　全鹿沼野球部
宇都宮大学OBクラブ　9－0　作新クラブ
- 準決勝（代表決定戦）

全足利クラブ　9－1　スリーナインクラブ
宇都宮大学OBクラブ　9－2　TSK栃木
- 決勝

全足利クラブ　11－3　宇都宮大学OBクラブ
全足利クラブ、宇都宮大学OBクラブが北関東2次予選に進出

### 群馬県1次予選
- 1回戦

アゼリア館林硬式野球クラブ　14－0　全前橋野球倶楽部
太田球友硬式野球倶楽部　21－11　大泉硬友野球クラブ
- 2回戦（代表決定戦）

アゼリア館林硬式野球クラブ　13－7　伊勢崎硬建クラブ
太田球友硬式野球倶楽部　6－3　オール高崎野球クラブ
- 3回戦

アゼリア館林硬式野球クラブ　3－2　太田球友硬式野球クラブ
- 決勝

富士重工業　17－0　アゼリア館林硬式野球クラブ
富士重工業、アゼリア館林硬式野球クラブ、太田球友硬式野球倶楽部が北関東2次予選に進出

### 北関東2次予選
- 1回戦

富士重工業　7－0　宇都宮大学OBクラブ
日立製作所　5－0　太田球友硬式野球倶楽部
全足利クラブ　14－5　全鹿嶋野球倶楽部
新日鐵住金鹿島　13－0　アゼリア館林硬式野球クラブ
- 代表決定リーグ戦

第1戦　全足利クラブ　2－1　富士重工業
第2戦　新日鐵住金鹿島　5－3　日立製作所
第3戦　日立製作所　5－2　全足利クラブ
第4戦　富士重工業　2－1　新日鐵住金鹿島
第5戦　全足利クラブ　3－2　新日鐵住金鹿島
第6戦　富士重工業　4－3　日立製作所　（延長10回）
（1位：全足利クラブ（2勝1敗）、2位：富士重工業（2勝1敗）、3位：新日鐵住金鹿島（1勝2敗）、4位：日立製作所（1勝2敗）＝1・2位、3・4位は直接対戦の結果による）
全足利クラブ、富士重工業が本戦出場

## 南関東地区

### 埼玉県1次予選
- 1回戦

全熊谷硬式野球クラブ　9－1　かみかわ野球クラブ
全浦和野球団　9－0　新波
都幾川倶楽部硬式野球団　6－1　レジェンズ
全大宮野球団　12－2　浦和ダイヤモンドドッグス
一球幸魂倶楽部　11－4　川口ゴールデンドリームス
全三郷硬式野球部　11－9　松山OB野球団
- 2回戦

所沢グリーンベースボールクラブ　21－1　全熊谷硬式野球クラブ
都幾川倶楽部硬式野球団　11－4　全浦和野球団
全大宮野球団　10－3　一球幸魂倶楽部
全三郷硬式野球部　9－7　WARRIORS 41
- 3回戦

所沢グリーンベースボールクラブ　10－3　都幾川倶楽部硬式野球団
全大宮野球団　15－2　全三郷硬式野球部
- 敗者復活1回戦

都幾川倶楽部硬式野球団　5－0　全三郷硬式野球部
- 4回戦

所沢グリーンベースボールクラブ　8－1　全大宮野球団
- 敗者復活2回戦

全大宮野球団　2－1　都幾川倶楽部硬式野球団
- 代表決定戦

所沢グリーンベースボールクラブ　9－8　全大宮野球団
- 対抗戦

日本通運　2－1　Honda
日本通運、Honda、所沢グリーンベースボールクラブが南関東2次予選に進出

### 千葉県1次予選
- クラブ1回戦

BIG WINGS印西　16－3　NITC
千葉熱血MAKING　14－0　Oceans
- クラブ2回戦

YBC柏　17－1　BIG WINGS印西
千葉熱血MAKING　6－4　サウザンリーフ市原
- クラブ敗者復活戦

BIG WINGS印西　10－7　サウザンリーフ市原
- クラブ決勝

YBC柏　11－0　千葉熱血MAKING
- 1回戦

YBC柏　11－2　BIG WINGS印西
JR千葉　8－4　千葉熱血MAKING
- 準決勝（代表決定戦）

新日鐵住金かずさマジック　6－0　YBC柏
JFE東日本　14－0　JR千葉
- 敗者復活1回戦

JR千葉　16－4　サウザンリーフ市原
YBC柏　10－0　千葉熱血MAKING
- 第3代表決定戦

YBC柏　10－1　JR千葉
- 決勝

JFE東日本　8－4　新日鐵住金かずさマジック
JFE東日本、新日鐵住金かずさマジック、YBC柏が南関東2次予選に進出

### 南関東2次予選
- 第1代表トーナメント1回戦

新日鐵住金かずさマジック　16－0　所沢グリーンベースボールクラブ
Honda　8－0　YBC柏
- 第1代表トーナメント2回戦

新日鐵住金かずさマジック　3－1　日本通運
JFE東日本　5－1　Honda
- 第2代表トーナメント1回戦

Honda　（不戦勝）　所沢グリーンベースボールクラブ
日本通運　1－0　YBC柏
- 第2代表トーナメント2回戦

Honda　6－2　日本通運
- 第1代表決定戦

新日鐵住金かずさマジック　3－0　JFE東日本
- 第2代表決定戦

Honda　2x－1　JFE東日本　（延長12回）
- 第3代表決定戦

JFE東日本　4－2　日本通運
新日鐵住金かずさマジック、Honda、JFE東日本が本戦出場

## 東京地区

### 1次予選
- 1回戦

WIEN’Z　5－2　全調布硬式野球倶楽部
REVENGE99　8－2　滋慶学園
エスプライド鉄腕硬式野球部　13－0　東京弥生クラブ
THINKフィットネス・GOLD'S GYMベースボールクラブ　2－0　警視庁野球部
全府中野球倶楽部　10－2　西多摩倶楽部
東京好球倶楽部　6－1　武蔵野クラブ
TOKYO METS　6－0　東京L.B.C
- 2回戦

REVENGE99　8－5　WIEN'Z
THINKフィットネス・GOLD'S GYMベースボールクラブ　2－0　エスプライド鉄腕硬式野球部
全府中野球倶楽部　20－3　東京好球倶楽部
日本ウェルネススポーツ専門学校　13－6　TOKYO METS
- 代表決定戦

THINKフィットネス・GOLD'S GYMベースボールクラブ　10－0　REVENGE99
全府中野球倶楽部　11－0　日本ウェルネススポーツ専門学校
THINKフィットネス・GOLD'S GYMベースボールクラブ、全府中野球倶楽部が2次予選に進出

### 2次予選
（1次予選免除：JR東日本、NTT東日本、東京ガス、セガサミー、鷺宮製作所、明治安田生命）
- 第1代表トーナメント1回戦

セガサミー　2－1　全府中野球倶楽部
NTT東日本　2－1　明治安田生命
東京ガス　3－2　鷺宮製作所
JR東日本　10－0　THINKフィットネス・GOLD'S GYMベースボールクラブ
- 第2代表トーナメント1回戦

明治安田生命　5－2　全府中野球倶楽部
THINKフィットネス・GOLD'S GYMベースボールクラブ　4－2　鷺宮製作所
- 第1代表トーナメント2回戦

NTT東日本　1－0　セガサミー
JR東日本　11－1　東京ガス
- 第2代表トーナメント2回戦

東京ガス　5－4　明治安田生命
セガサミー　5－3　THINKフィットネス・GOLD'S GYMベースボールクラブ
- 第4代表トーナメント1回戦

明治安田生命　11－0　THINKフィットネス・GOLD'S GYMベースボールクラブ
- 第2代表トーナメント3回戦

セガサミー　5－4　東京ガス
- 第1代表決定戦

NTT東日本　1－0　JR東日本　（延長10回）
- 第2代表決定戦

JR東日本　2－0　セガサミー　（延長13回）
- 第3代表決定戦

セガサミー　7x－6　東京ガス
- 第4代表決定戦

東京ガス　4－0　明治安田生命
NTT東日本、JR東日本、セガサミー、東京ガスが本戦出場

## 西関東地区

### 神奈川県1次予選
- 1回戦

国際総合伊勢原クラブ　3－2　京浜野球倶楽部
横浜中央クラブ　8－1　EMANON Baseball Club 戸塚
マルユウベースボールクラブ湘南　4－2　WIEN BASEBALL CLUB
横浜球友クラブ　3－1　茅ヶ崎サザンカイツ
- 2回戦（代表決定戦）

横浜ベイブルース　4－2　国際総合伊勢原クラブ
横浜金港クラブ　3－0　横浜中央クラブ
マルユウベースボールクラブ湘南　6－1　全川崎クラブ
相模原クラブ　16－7　横浜球友クラブ
- 準決勝

横浜金港クラブ　5－3　横浜ベイブルース
マルユウベースボールクラブ湘南　6－4　相模原クラブ
- 決勝

マルユウベースボールクラブ湘南　3－2　横浜金港クラブ
マルユウベースボールクラブ湘南、横浜金港クラブ、相模原クラブ、横浜ベイブルースが西関東2次予選に進出

### 山梨県1次予選
- 1回戦

甲斐府中クラブ　16－14　北杜クラブ
桂倶楽部　15－3　南アルプス硬式野球倶楽部
山梨球友クラブ　6－5　TSUKUMO BASEBALL CLUB
- 2回戦（代表決定戦）

大富士BASEBALL CREW　11－2　甲斐府中クラブ
山梨球友クラブ　7－0　桂倶楽部
- 決勝

大富士BASEBALL CREW　8－1　山梨球友クラブ
大富士BASEBALL CREW、山梨球友クラブが西関東2次予選に進出

### 西関東2次予選
（1次予選免除：東芝、三菱日立パワーシステムズ横浜（以上神奈川県））
- 1回戦

三菱日立パワーシステムズ横浜　9－2　横浜ベイブルース
横浜金港クラブ　4－3　大富士BASEBALL CREW
マルユウベースボールクラブ湘南　6－1　山梨球友クラブ
東芝　15－0　相模原クラブ
- 敗者復活1回戦

横浜ベイブルース　4－0　大富士BASEBALL CREW
山梨球友クラブ　2－1　相模原クラブ
- 2回戦

三菱日立パワーシステムズ横浜　8－1　横浜金港クラブ
東芝　30－0　マルユウベースボールクラブ湘南
- 敗者復活2回戦

横浜ベイブルース　8－3　マルユウベースボールクラブ湘南
横浜金港クラブ　5－1　山梨球友クラブ
- 敗者復活3回戦

横浜金港クラブ　10－0　横浜ベイブルース
- 第1代表決定戦

東芝　3－1　三菱日立パワーシステムズ横浜
- 第2代表決定戦

三菱日立パワーシステムズ横浜　9－2　横浜金港クラブ
東芝、三菱日立パワーシステムズ横浜が本戦出場

第84回大会優勝のJX-ENEOSは推薦により本戦出場

## 東海地区

### 静岡県1次予選
- 1回戦

浜松ケイ・スポーツBC　9－0　ヤマハ発動機野球部
- 2回戦

浜松ケイ・スポーツBC　4－2　静岡硬式野球倶楽部
中電硬式野球クラブ　5－4　富士クラブ
- 3位決定戦

静岡硬式野球倶楽部　16－5　富士クラブ
- 決勝（代表決定戦）

浜松ケイ・スポーツBC　6－5　中電硬式野球クラブ
浜松ケイ・スポーツBCが静岡県・愛知県・三重県1次予選に進出

### 愛知県1次予選
- 1回戦

CENTRAL ARCH　10－6　愛知ベースボール倶楽部
エディオン愛工大OB BLITZ　14－1　NPOルーキーズ
- 代表決定戦

エディオン愛工大OB BLITZ　10－3　CENTRAL ARCH
エディオン愛工大OB BLITZが静岡県・愛知県・三重県1次予選に進出

### 三重県1次予選
- 1回戦

全三重クラブ　3－2　三重高虎ベースボールクラブ
明野レジェンズ　5－4　奥伊勢クラブ
- 代表決定戦

全三重クラブ　16－1　明野レジェンズ
全三重クラブが静岡県・愛知県・三重県1次予選に進出

### 静岡県・愛知県・三重県1次予選
- 代表決定リーグ戦

第1戦　浜松ケイ・スポーツベースボールクラブ　3－2　全三重クラブ
第2戦　エディオン愛工大OB BLITZ　4－3　浜松ケイ・スポーツベースボールクラブ
第3戦　エディオン愛工大OB BLITZ　8－5　全三重クラブ
（1位：エディオン愛工大OB BLITZ（2勝）、2位：浜松ケイ・スポーツベースボールクラブ（1勝1敗）、3位：全三重クラブ（2敗））
エディオン愛工大OB BLITZ、浜松ケイ・スポーツベースボールクラブが東海2次予選に進出

### 東海2次予選
（1次予選免除：ヤマハ（静岡県）、東邦ガス、永和商事ウイング、トヨタ自動車、JR東海、新日鐵住金東海REX、三菱重工名古屋、東海理化、ジェイプロジェクト、三菱自動車岡崎、王子（以上愛知県）、西濃運輸、日本プロスポーツ専門学校（岐阜県）、Honda鈴鹿（三重県））

- 第1代表トーナメント1回戦

JR東海　4－2　東海理化
東邦ガス　4－2　王子
トヨタ自動車　1－0　三菱重工名古屋
新日鐵住金東海REX　4－0　エディオン愛工大OB BLITZ
ジェイプロジェクト　10－1　浜松ケイ・スポーツベースボールクラブ
西濃運輸　2－1　三菱自動車岡崎
Honda鈴鹿　1－0　ヤマハ
永和商事ウイング　10－0　日本プロスポーツ専門学校
- 第1代表トーナメント2回戦

JR東海　7－6　東邦ガス
新日鐵住金東海REX　4－3　トヨタ自動車
西濃運輸　4－0　ジェイプロジェクト
Honda鈴鹿　6－3　永和商事ウイング
- 第3代表トーナメント1回戦

王子　3－2　東海理化
三菱重工名古屋　5－0　エディオン愛工大OB BLITZ（敗退）
浜松ケイ・スポーツベースボールクラブ　4－3　三菱自動車岡崎（敗退）
ヤマハ　10－1　日本プロスポーツ専門学校
- 第3代表トーナメント2回戦

トヨタ自動車　6－0　王子
東邦ガス　2－1　エディオン愛工大OB BLITZ
永和商事ウイング　17－3　浜松ケイ・スポーツベースボールクラブ
ヤマハ　7－3　ジェイプロジェクト
- 第5代表トーナメント1回戦

東海理化　12－0　日本プロスポーツ専門学校（敗退）
王子　7－2　浜松ケイ・スポーツベースボールクラブ（敗退）
三菱重工名古屋　5－2　ジェイプロジェクト（敗退）
- 第1代表トーナメント準決勝

新日鐵住金東海REX　5－1　JR東海
西濃運輸　5－4　Honda鈴鹿
- 第2代表トーナメント1回戦

JR東海　6－1　Honda鈴鹿
- 第3代表トーナメント3回戦

東邦ガス　4－2　トヨタ自動車
永和商事ウイング　3－2　ヤマハ
- 第4代表トーナメント1回戦

トヨタ自動車　7－0　ヤマハ
- 第4代表トーナメント2回戦

Honda鈴鹿　3－1　トヨタ自動車
- 第5代表トーナメント2回戦

ヤマハ　9－7　東海理化（敗退）
三菱重工名古屋　3－0　王子（敗退）
- 第5代表トーナメント3回戦

ヤマハ　2－1　三菱重工名古屋
- 第6代表トーナメント1回戦

三菱重工名古屋　2－0　トヨタ自動車（敗退）
- 第1代表決定戦

西濃運輸　4－0　新日鐵住金東海REX
- 第2代表決定戦

新日鐵住金東海REX　5－2　JR東海
- 第3代表決定戦

東邦ガス　7－0　永和商事ウイング
- 第4代表決定戦

Honda鈴鹿　3－2　JR東海
- 第5代表決定戦

永和商事ウイング　2－0　ヤマハ
- 第6代表決定戦

JR東海　4－1　三菱重工名古屋
- 第7代表決定戦

三菱重工名古屋　2－0　ヤマハ
西濃運輸、新日鐵住金東海REX、東邦ガス、Honda鈴鹿、永和商事ウイング、JR東海、三菱重工名古屋が本戦出場

## 近畿地区

### 滋賀県1次予選
- 1回戦

カナフレックス　18－1　瀬田クラブ
OBC高島　（不戦勝）　近江八幡野球クラブ
甲賀健康医療専門学校　13－2　全大津野球団
- 2回戦

OBC高島　6－5　カナフレックス
甲賀健康医療専門学校　2－1　滋賀・高島ベースボールクラブ
- 代表決定戦

OBC高島　11－0　甲賀健康医療専門学校
OBC高島が滋賀県・京都府・奈良県1次予選に進出

### 京都府1次予選
- 1回戦

宇治ベースボールクラブ　2－0　鴨沂クラブ
京都ジャスティス　14－0　東山クラブ
DBグラッツ　3－1　山城ベースボールクラブ
京都フルカウンツ　10－3　東宇治クラブ
- 2回戦

三菱自動車京都ダイヤフェニックス　7－4　宇治ベースボールクラブ
ミキハウスREDS　12－0　京都ジャスティス
京都城陽ファイアーバーズ　9－4　DBグラッツ
島津製作所　9－2　京都フルカウンツ
- 準決勝

ミキハウスREDS　7－0　三菱自動車京都ダイヤフェニックス
島津製作所　11－3　京都城陽ファイアーバーズ
- 代表決定戦

ミキハウスREDS　11－4　島津製作所
ミキハウスREDSが滋賀県・京都府・奈良県1次予選に進出

### 奈良県1次予選
- 1回戦

大和高田クラブ　2－1　奈良Jメンテナンス野球クラブ
奈良アンビションズクラブ　6－5　帝塚山大学OBクラブ
一城クラブ　6－3　GSG斑鳩クラブ
奈良フレンドベースボールクラブ　13－0　奈良産業大学OBクラブ
- 敗者復活1回戦

奈良Jメンテナンス野球クラブ　6－2　帝塚山大学OBクラブ
GSG斑鳩クラブ　10－3　奈良産業大学OBクラブ
- 2回戦

大和高田クラブ　2－0　奈良アンビションズクラブ
奈良フレンドベースボールクラブ　3－0　一城クラブ
- 敗者復活2回戦

奈良Jメンテナンス野球クラブ　11－6　一城クラブ
奈良アンビションズクラブ　6－3　GSG斑鳩クラブ
- 敗者復活3回戦

奈良アンビションズクラブ　2－1　奈良Jメンテナンス野球クラブ
- 3回戦

大和高田クラブ　11－1　奈良フレンドベースボールクラブ
- 敗者復活4回戦

奈良フレンドベースボールクラブ　1－0　奈良アンビションズクラブ
- 代表決定戦

大和高田クラブ　3－0　奈良フレンドベースボールクラブ
大和高田クラブが滋賀県・京都府・奈良県1次予選に進出

### 滋賀県・京都府・奈良県1次予選
- 代表決定リーグ戦

第1戦　ミキハウスREDS　1－0　OBC高島
第2戦　大和高田クラブ　4－0　OBC高島
第3戦　大和高田クラブ　5－4　ミキハウスREDS
（1位：大和高田クラブ（2勝）、2位：ミキハウスREDS（1勝1敗）、3位：OBC高島（2敗））
大和高田クラブが近畿2次予選に進出

### 大阪府・和歌山県1次予選
- 1回戦

関西硬式野球クラブ　7－4　履正社ベースボールクラブ
- 2回戦

八尾ベースボールクラブ　7－0　泉州大阪野球団
NSBベースボールクラブ　7－3　関西硬式野球クラブ
履正社学園　8－1　大阪ウイング硬式野球クラブ
和歌山箕島球友会　15－1　大阪HDベースボールクラブ
- 準決勝

NSBベースボールクラブ　6－0　八尾ベースボールクラブ
和歌山箕島球友会　18－1　履正社学園
- 敗者復活1回戦

履正社学園　5－4　八尾ベースボールクラブ
- 第1代表決定戦

和歌山箕島球友会　5－1　NSBベースボールクラブ
- 第2代表決定戦

NSBベースボールクラブ　8－1　履正社学園
和歌山箕島球友会、NSBベースボールクラブが近畿2次予選に進出

### 兵庫県1次予選
- 1回戦

関メディベースボール学院　7－6　KC西宮
トータル阪神　7－2　全播磨硬式野球団
県警桃太郎　9－0　神戸レールスターズ
- 2回戦

トータル阪神　2－0　関メディベースボール学院
NOMOベースボールクラブ　9－2　県警桃太郎
- 代表決定戦

トータル阪神　2－0　NOMOベースボールクラブ
トータル阪神が近畿2次予選に進出

### 近畿2次予選
（1次予選免除：ニチダイ、日本新薬（以上京都府）、日本生命、パナソニック、NTT西日本、大阪ガス（以上大阪府）、新日鐵住金広畑、三菱重工神戸（以上兵庫県））

- 第1代表トーナメント1回戦

日本新薬　15－1　トータル阪神
大阪ガス　2－1　大和高田クラブ
新日鉄住金広畑　6－0　NSBベースボールクラブ
三菱重工神戸　4－0　和歌山箕島球友会
- 第1代表トーナメント2回戦

日本新薬　2－1　NTT西日本
パナソニック　12－1　新日鐵住金広畑
三菱重工神戸　6－2　日本生命
大阪ガス　8－1　ニチダイ
- 第3代表トーナメント1回戦

NTT西日本　6－0　新日鐵住金広畑
日本生命　14－3　ニチダイ
- 第4代表トーナメント1回戦

トータル阪神　3－0　NSBベースボールクラブ
大和高田クラブ　6－0　和歌山箕島球友会
- 第4代表トーナメント2回戦

ニチダイ　3－1　トータル阪神
新日鐵住金広畑　3－2　大和高田クラブ
- 第4代表トーナメント3回戦

新日鐵住金広畑　1－0　ニチダイ
- 第1代表トーナメント準決勝

日本新薬　5－0　パナソニック
三菱重工神戸　3－0　大阪ガス
- 第2代表トーナメント1回戦

大阪ガス　4－0　パナソニック
- 第3代表トーナメント2回戦

日本生命　3－1　NTT西日本
- 第4代表トーナメント4回戦

パナソニック　4－3　新日鐵住金広畑
- 第5代表トーナメント1回戦

NTT西日本　11－1　新日鐵住金広畑
- 第1代表決定戦

三菱重工神戸　1－0　日本新薬　（延長12回）
- 第2代表決定戦

日本新薬　7－3　大阪ガス
- 第3代表決定戦

日本生命　6－0　大阪ガス
- 第4代表決定戦

パナソニック　5－1　大阪ガス
- 第5代表決定戦

大阪ガス　5－3　NTT西日本
三菱重工神戸、日本新薬、日本生命、パナソニック、大阪ガスが本戦出場

## 中国地区

### 岡山県・鳥取県・島根県1次予選
- 1回戦

MJG島根　6－1　鳥取Pear Kings
WEED BASEBALL CLUB　4－3　ショウワコーポレーション
- 順位決定戦

鳥取Pear Kings　6－4　ショウワコーポレーション
- 2回戦

MJG島根　26－0　WEED BASEBALL CLUB
- 3回戦

シティライト岡山　3－2　MJG島根
倉敷ピーチジャックス　4－1　三菱自動車倉敷オーシャンズ
- 敗者復活1回戦

三菱自動車倉敷オーシャンズ　7－5　MJG島根
- 代表決定戦

シティライト岡山　2－0　倉敷ピーチジャックス
- 中国1次予選代表決定戦

三菱自動車倉敷オーシャンズ　2－0　倉敷ピーチジャックス
シティライト岡山が中国2次予選に進出、三菱自動車倉敷オーシャンズは中国1次予選に出場

### 広島県1次予選
- 1回戦（代表決定戦）

三菱重工広島　12－0　広島鯉城クラブ
JFE西日本　8－1　三菱重工三原
ツネイシ　11－1　MSH医療専門学校
伯和ビクトリーズ　4－2　JR西日本
- 敗者復活1回戦

MSH医療専門学校　7－0　広島鯉城クラブ
JR西日本　8－1　三菱重工三原
- 第5代表決定戦

JR西日本　2－1　MSH医療専門学校
- 準決勝

JFE西日本　7－0　三菱重工広島
伯和ビクトリーズ　4－0　ツネイシ
- 決勝

JFE西日本　4－2　伯和ビクトリーズ
JFE西日本、伯和ビクトリーズ、三菱重工広島、ツネイシ、JR西日本が中国2次予選に進出、MSH医療専門学校は中国1次予選に出場

### 山口県1次予選
- 1回戦

海上自衛隊岩国クラブ　4－1　岩国五橋クラブ
- 2回戦

山口防府ベースボールクラブ　12－2　海上自衛隊岩国クラブ
光シーガルズ　6－1　航空自衛隊防府クラブ
- 代表決定戦

光シーガルズ　6－1　山口防府ベースボールクラブ
光シーガルズが中国2次予選に進出、山口防府ベースボールクラブは中国1次予選に進出

### 中国1次予選
- 代表決定リーグ戦

第1戦　三菱自動車倉敷オーシャンズ　8－1　MSH医療専門学校
第2戦　山口防府ベースボールクラブ　8－4　MSH医療専門学校
第3戦　三菱自動車倉敷オーシャンズ　11－4　山口防府ベースボールクラブ
（1位：三菱自動車倉敷オーシャンズ（2勝）、2位：山口防府ベースボールクラブ（1勝1敗）、3位：MSH医療専門学校（2敗））
三菱自動車倉敷オーシャンズが中国2次予選に進出

### 中国2次予選
- リーグ戦Aブロック

第1戦　三菱重工広島　5－1　ツネイシ
第2戦　伯和ビクトリーズ　10－3　シティライト岡山
第3戦　三菱重工広島　7－6　伯和ビクトリーズ
第4戦　シティライト岡山　7－0　ツネイシ
第5戦　三菱重工広島　5－4　シティライト岡山
第6戦　伯和ビクトリーズ　6－3　ツネイシ
（1位：三菱重工広島（3勝）、2位：伯和ビクトリーズ（2勝1敗）、3位：シティライト岡山（1勝2敗）、4位：ツネイシ（3敗））
- リーグ戦Bブロック

第1戦　JFE西日本　9－1　JR西日本
第2戦　三菱自動車倉敷オーシャンズ　10－4　光シーガルズ
第3戦　JR西日本　2－1　三菱自動車倉敷オーシャンズ
第4戦　JFE西日本　14－2　光シーガルズ
第5戦　JFE西日本　5－0　三菱自動車倉敷オーシャンズ
第6戦　JR西日本　2－1　光シーガルズ
（1位：JFE西日本（3勝）、2位：JR西日本（2勝1敗）、3位：三菱自動車倉敷オーシャンズ（1勝2敗）、4位：光シーガルズ（3敗））
- 準決勝

JR西日本　10－1　三菱重工広島
JFE西日本　6－1　伯和ビクトリーズ
- 敗者復活1回戦

伯和ビクトリーズ　4－3　三菱重工広島
- 第1代表決定戦

JFE西日本　11－2　JR西日本　（7回コールド）
- 第2代表決定戦

JR西日本　3－1　伯和ビクトリーズ
JFE西日本、JR西日本が本戦出場

## 四国地区

### 1次予選
- リーグ戦

第1戦　JR四国　5－4　四国銀行
第2戦　松山フェニックス　6－2　徳島野球倶楽部
第3戦　四国銀行　7－0　徳島野球倶楽部
第4戦　JR四国　5－1　アークバリア
第5戦　JR四国　8－3　松山フェニックス
第6戦　四国銀行　6－3　アークバリア
第7戦　松山フェニックス　5－0　アークバリア
第8戦　JR四国　2－1　徳島野球倶楽部
第9戦　アークバリア　6－0　徳島野球倶楽部
第10戦　四国銀行　20－0　松山フェニックス
（1位：JR四国（4勝）、2位：四国銀行（3勝1敗）、3位：松山フェニックス（2勝2敗）、4位：アークバリア（1勝3敗）、5位：徳島野球倶楽部（4敗））
JR四国、四国銀行、松山フェニックス、アークバリアが2次予選に進出

### 2次予選
- 1回戦

JR四国　6－1　アークバリア
松山フェニックス　2－0　四国銀行
- 代表決定戦

松山フェニックス　4－0　JR四国
松山フェニックスが本戦出場

## 九州地区

### 福岡県1次予選
- 1回戦

沖データ・コンピュータ教育学院　4－2　苅田ビクトリーズベースボールクラブ
西部ガス　8－1　日本ウェルネススポーツ専門学校北九州
- 敗者復活1回戦

苅田ビクトリーズベースボールクラブ　3－0　日本ウェルネススポーツ専門学校北九州
- 代表決定戦

JR九州　6－0　沖データ・コンピュータ教育学院
西部ガス　4－3　九州三菱自動車
- 敗者復活代表決定戦

九州三菱自動車　9－1　沖データ・コンピュータ教育学院
苅田ビクトリーズベースボールクラブ　3－2　沖データ・コンピュータ教育学院
JR九州、西部ガス、九州三菱自動車、苅田ビクトリーズベースボールクラブが九州2次予選に進出

### 佐賀県・長崎県1次予選
- 対抗戦（2戦先勝）

第1戦　三菱重工長崎　10－0　佐賀魂
第2戦　三菱重工長崎　10－0　佐賀魂
三菱重工長崎が九州2次予選に進出

### 大分県1次予選
- 代表決定リーグ戦

第1戦　新日鐵住金大分クラブ　10－0　大分ソーリンズ野球倶楽部
第2戦　九州総合スポーツカレッジ　大分ソーリンズ野球倶楽部
第3戦　新日鐵住金大分クラブ　9－3　九州総合スポーツカレッジ
（1位：新日鐵住金大分クラブ（2勝）、2位：九州総合スポーツカレッジ（1勝1敗）、3位：大分ソーリンズ野球倶楽部（2敗））
新日鐵住金大分クラブ、九州総合スポーツカレッジが大分県・熊本県1次予選に進出

### 熊本県1次予選
- 1回戦（代表決定戦）

Honda熊本　13－0　八代レッドスター
熊本ゴールデンラークス　10－0　九州工科自動車専門学校
- 3位決定戦

九州工科自動車専門学校　12－5　八代レッドスター
- 決勝

Honda熊本　3－2　熊本ゴールデンラークス
Honda熊本、熊本ゴールデンラークスが大分県・熊本県1次予選に進出

### 大分県・熊本県1次予選
- 代表決定戦

Honda熊本　6－0　九州総合スポーツカレッジ
熊本ゴールデンラークス　6－3　新日鐵住金大分クラブ
- 敗者復活代表決定戦

新日鐵住金大分クラブ　3－1　九州総合スポーツカレッジ
Honda熊本、熊本ゴールデンラークス、新日鐵住金大分クラブが九州2次予選に進出

### 宮崎県・鹿児島県1次予選
- リーグ戦

第1戦　鹿児島ドリームウェーブ　8－1　宮崎福祉医療カレッジ
第2戦　宮崎梅田学園　8－1　宮崎福祉医療カレッジ
第3戦　鹿児島ドリームウェーブ　7－1　宮崎梅田学園
（1位：鹿児島ドリームウェーブ（2勝）、2位：宮崎梅田学園（1勝1敗）、3位：宮崎福祉医療カレッジ（2敗））
鹿児島ドリームウェーブが九州2次予選に進出

### 沖縄県1次予選
- 1回戦

ビッグ開発ベースボールクラブ　7－3　てるクリニック
- 2回戦

沖縄電力　10－2　ビッグ開発ベースボールクラブ
エナジック　5－4　金武イーグルス
- 第2・3代表決定リーグ戦進出戦

てるクリニック　8－7　金武イーグルス
- 第1代表決定戦

沖縄電力　3－1　エナジック
- 第2・3代表決定リーグ戦

第1戦　てるクリニック　7－6　エナジック
第2戦　ビッグ開発ベースボールクラブ　11－4　てるクリニック
第3戦　ビッグ開発ベースボールクラブ　4－2　エナジック
（1位：ビッグ開発ベースボールクラブ（2勝）、2位：てるクリニック（1勝1敗）、3位：エナジック（2敗））
沖縄電力、ビッグ開発ベースボールクラブ、てるクリニックが九州2次予選に進出

### 九州2次予選
- 第1代表トーナメント1回戦

三菱重工長崎　1－0　鹿児島ドリームウェーブ
てるクリニック　5－4　九州三菱自動車
西部ガス　8－1　ビッグ開発ベースボールクラブ
苅田ビクトリーズベースボールクラブ　6－3　新日鐵住金大分クラブ
- 第1代表トーナメント2回戦

Honda熊本　9－4　三菱重工長崎
熊本ゴールデンラークス　9－1　てるクリニック
沖縄電力　8－4　西部ガス
JR九州　13－0　苅田ビクトリーズベースボールクラブ
- 第2代表トーナメント1回戦

西部ガス　17－3　鹿児島ドリームウェーブ
九州三菱自動車　12－1　苅田ビクトリーズベースボールクラブ
三菱重工長崎　14－1　ビッグ開発ベースボールクラブ
新日鐵住金大分クラブ　5－3　てるクリニック
- 第2代表トーナメント2回戦

西部ガス　2－1　九州三菱自動車
三菱重工長崎　6－1　新日鐵住金大分クラブ
- 第1代表トーナメント準決勝

Honda熊本　8－2　熊本ゴールデンラークス
JR九州　5－4　沖縄電力
- 第2代表トーナメント3回戦

西部ガス　2－0　熊本ゴールデンラークス
三菱重工長崎　4－2　沖縄電力
- 第3代表トーナメント1回戦

沖縄電力　5－4　熊本ゴールデンラークス
- 第2代表トーナメント4回戦

西部ガス　1－0　三菱重工長崎
- 第3代表トーナメント2回戦

沖縄電力　5－2　三菱重工長崎
- 第1代表決定戦

Honda熊本　3－2　JR九州
- 第2代表決定戦

JR九州　4－0　西部ガス
- 第3代表決定戦

沖縄電力　2－1　西部ガス
Honda熊本、JR九州、沖縄電力が本戦出場